# Gyda Enger
Gyda Enger (* 14. Januar 1993 in Hernes) ist eine ehemalige norwegische Skispringerin.

## Werdegang
Enger begann im Alter von vier Jahren mit dem Skispringen. In ihrer ersten Profi-Saison 2005/06 im Continental Cup erreichte sie in Våler den 19. Platz, erreicht in der Gesamtwertung den 51. Platz. Enger hat sich in der Saison 2006/07 in der Gesamtwertung um sieben Plätze verbessert. 2007/08 sicherte sie sich ihr bestes Tagesergebnis in Toblach und Breitenberg mit Platz acht. Bei der Juniorenweltmeisterschaft 2007 in Tarvisio sprang sie im Einzel auf Platz 17, 2008 in Zakopane auf Platz 23. Bei den Norwegischen Junioren-Meisterschaften 2007 in Rena holte sie sich Gold auf der Normalschanze. Bei ihren dritten Juniorenweltmeisterschaften 2010 in Hinterzarten belegte sie den 14. Platz.
Anschließend nahm sie noch an den Juniorenweltmeisterschaften 2011 in Otepää sowie an den Juniorenweltmeisterschaften 2012 in Erzurum und an den Juniorenweltmeisterschaften 2013 in Liberec teil, konnte aber weder im Einzel noch im Team eine Podestplatzierung einfahren. Auch bei der Nordischen Skiweltmeisterschaft 2011 in Oslo kam sie über den 26. Platz nicht hinaus.
Seit dem 3. Dezember 2011 bestreitet Gyda Enger Weltcup-Springen, ihre bisher beste Platzierung ist der 25. Rang beim Wettkampf in Oslo am Holmenkollen am 17. März 2013.
Im Februar 2014 wurde sie nach dem verletzungsbedingten Ausfall der Kanadierin Alexandra Pretorius und dem Verzicht einer Nachnominierung durch das Kanadische Olympische Comité und das nachgerückte Österreichisches Olympisches Comité vom norwegischen Verband für die Olympischen Winterspiele aufgestellt. Beim Springen von der Normalschanze belegte sie Platz 24.
Nach einer durchwachsenen Saison 2014/15 unterzog sie sich Ende Mai einer Knieoperation, nach deren positiven Absolvierung sie ihr Karriereende bekannt gab. Grund dafür waren, trotz erfolgreicher Operation bleibende Schäden am Meniscus die von einem schweren Sturz in der Saison 2008/09 her rührten.

## Erfolge

### Weltcup-Platzierungen
| Saison  | Platz | Punkte |
| ------- | ----- | ------ |
| 2011/12 | 52.   | 001    |
| 2012/13 | 49.   | 010    |
| 2013/14 | 28.   | 141    |
| 2014/15 | 38.   | 042    |

### Continental-Cup-Platzierungen
| Saison  | Platz | Punkte |
| ------- | ----- | ------ |
| 2005/06 | 51.   | 012    |
| 2006/07 | 44.   | 041    |
| 2007/08 | 21.   | 187    |
| 2009/10 | 34.   | 075    |
| 2010/11 | 39.   | 089    |
| 2011/12 | 70.   | 003    |
| 2013/14 | 08.   | 160    |
| 2014/15 | 33.   | 044    |